# Relbehausen
Relbehausen ist der kleinste Ortsteil von Homberg (Efze) im nordhessischen Schwalm-Eder-Kreis.

## Geographie
Der Ort liegt 4 km südöstlich von Homberg an den nördlichen Ausläufern des Knüllgebirges an der Efze. Nordöstlich um den Ort herum verläuft die Bundesstraße 323. Südlich des Ortes liegt das Bahnwärterhaus an der ehemaligen Kanonenbahn. Der Viadukt der Bahn steht unter Denkmalschutz.

## Geschichte
Die älteste bekannte schriftliche Erwähnung von Relbehausen erfolgte im Jahr 1255 unter dem Namen Relbehusen in einer Urkunde des Klosters Haina. In weiteren historischen Dokumenten ist der Ort unter folgenden Ortsnamen belegt (in Klammern das Jahr der Erwähnung): Rehelevehusen, Relbehusen (1255), Relbehusen (1395), Relwehausen (1537) und Relbehausen (1575/85).
Um 1490 gab es im Dorf eine wehrhafte Mannschaft.
Zum 31. Dezember 1971 wurde die bis dahin selbständige Gemeinde Relbehausen im Zuge der Gebietsreform in Hessen als Stadtteil der Stadt Homberg auf freiwilliger Basis eingegliedert. Für Relbehausen, wie für die nach Homberg eingegliederten ehemals selbständigen Gemeinden (Stadtteile), wurden Ortsbezirke mit Ortsbeirat und Ortsvorsteher nach der Hessischen Gemeindeordnung gebildet.

## Bevölkerung
Einwohnerstruktur 2011
Nach den Erhebungen des Zensus 2011 lebten am Stichtag, dem 9. Mai 2011, in Relbehausen 57 Einwohner. Darunter waren keine Ausländer.
Nach dem Lebensalter waren 3 Einwohner unter 18 Jahren, 24 zwischen 18 und 49, 18 zwischen 50 und 64 und 9 Einwohner waren älter. Die Einwohner lebten in 27 Haushalten. Davon waren 6 Singlehaushalte, 12 Paare ohne Kinder und 6 Paare mit Kindern, sowie 3 Alleinerziehende und keine Wohngemeinschaften. In 3 Haushalten lebten ausschließlich Senioren und in 18 Haushaltungen lebten keine Senioren.
Einwohnerentwicklung
| Quelle: Historisches Ortslexikon |                                          |
| • um 1490:                       | eine wehrhafte Mannschaft.               |
| • 1575/85:                       | 12 Hausgesesse                           |
| • 1639:                          | 8 verheiratete, 1 verwitweter Hausgesess |
| • 1742:                          | 31 Häuser                                |

| Relbehausen: Einwohnerzahlen von 1800 bis 2015 | Relbehausen: Einwohnerzahlen von 1800 bis 2015 | Relbehausen: Einwohnerzahlen von 1800 bis 2015 | Relbehausen: Einwohnerzahlen von 1800 bis 2015 | Relbehausen: Einwohnerzahlen von 1800 bis 2015 |
| --- | ---------------------------------------------- | ---------------------------------------------- | ---------------------------------------------- | ---------------------------------------------- |
| Jahr |                                                |                                                |                                                | Einwohner                                      |
| 1800 | 1800                                           |                                                | ?                                              | ?                                              |
| 1834 | 1834                                           |                                                | 73                                             | 73                                             |
| 1840 | 1840                                           |                                                | 74                                             | 74                                             |
| 1846 | 1846                                           |                                                | 96                                             | 96                                             |
| 1852 | 1852                                           |                                                | 78                                             | 78                                             |
| 1858 | 1858                                           |                                                | 77                                             | 77                                             |
| 1864 | 1864                                           |                                                | 78                                             | 78                                             |
| 1871 | 1871                                           |                                                | 71                                             | 71                                             |
| 1875 | 1875                                           |                                                | 130                                            | 130                                            |
| 1885 | 1885                                           |                                                | 77                                             | 77                                             |
| 1895 | 1895                                           |                                                | 80                                             | 80                                             |
| 1905 | 1905                                           |                                                | 82                                             | 82                                             |
| 1910 | 1910                                           |                                                | 82                                             | 82                                             |
| 1925 | 1925                                           |                                                | 80                                             | 80                                             |
| 1939 | 1939                                           |                                                | 75                                             | 75                                             |
| 1946 | 1946                                           |                                                | 146                                            | 146                                            |
| 1950 | 1950                                           |                                                | 142                                            | 142                                            |
| 1956 | 1956                                           |                                                | 105                                            | 105                                            |
| 1961 | 1961                                           |                                                | 91                                             | 91                                             |
| 1967 | 1967                                           |                                                | 77                                             | 77                                             |
| 1980 | 1980                                           |                                                | ?                                              | ?                                              |
| 1990 | 1990                                           |                                                | ?                                              | ?                                              |
| 2000 | 2000                                           |                                                | ?                                              | ?                                              |
| 2011 | 2011                                           |                                                | 57                                             | 57                                             |
| 2015 | 2015                                           |                                                | 57                                             | 57                                             |
| Datenquelle: Historisches Gemeindeverzeichnis für Hessen: Die Bevölkerung der Gemeinden 1834 bis 1967. Wiesbaden: Hessisches Statistisches Landesamt, 1968. Weitere Quellen: ; Zensus 2011; Stadt Homberg (Efze) |                                                |                                                |                                                |                                                |

Historische Religionszugehörigkeit
| Quelle: Historisches Ortslexikon |                                                                    |
| • 1861:                          | 75 Einwohner evangelisch-reformiert                                |
| • 1885:                          | 199 evangelische (= 97,40 %) zwei katholische (= 2,60 %) Einwohner |
| • 1961:                          | 79 evangelische (= 86,81 %), 11 katholische (= 12,09 %) Einwohner  |

Historische Erwerbstätigkeit
| • 1961: | Erwerbspersonen: 21 Land- und Forstwirtschaft, 13 Produzierendes Gewerbe, 5 Handel und Verkehr, 2 Dienstleistungen und Sonstiges. |

## Politik
Für Relbehausen besteht ein Ortsbezirk (Gebiete der ehemaligen Gemeinde Relbehausen) mit Ortsbeirat und Ortsvorsteher nach der Hessischen Gemeindeordnung. Der Ortsbeirat besteht aus drei Mitgliedern.
Bei den Kommunalwahlen in Hessen 2021 betrug die Wahlbeteiligung zum Ortsbeirat Relbehausen 63,83 %. Alle Kandidaten gehörten der „Freien Wählergemeinschaft Relbehausen“ an. Der Ortsbeirat wählte keinen Ortsvorsteher.

## Infrastruktur
Im Ort gibt es:
- ein Dorfgemeinschaftshaus
- einen Spielplatz
- einen Bolzplatz
- einen Grillplatz